# Picumnus fulvescens
Picumnus fulvescens е вид птица от семейство Picidae. Видът е почти застрашен от изчезване.

## Разпространение
Видът е разпространен в Бразилия.